# Stemodia piurensis
Stemodia piurensis är en grobladsväxtart som beskrevs av Francis Whittier Pennell. Stemodia piurensis ingår i släktet Stemodia och familjen grobladsväxter. Inga underarter finns listade i Catalogue of Life.